# Janusz Kubicki (samorządowiec)
Janusz Krzysztof Kubicki (ur. 31 grudnia 1969 w Szprotawie) – polski samorządowiec i menedżer, w latach 2006–2024 prezydent Zielonej Góry.

## Życiorys
Ukończył studia na kierunku zarządzanie i marketing w Wyższej Szkole Inżynierskiej w Zielonej Górze. Był działaczem ZSMP, AZS i samorządu studenckiego. Należał do SdRP, później był skarbnikiem lubuskiego SLD, a od 2003 przewodniczącym regionalnych struktur tej partii. Zawodowo związany był z Kompanią Piwowarską i zielonogórskim Polmosem. Później pracował na stanowisku dyrektora polikliniki w Zielonej Górze.
W drugiej turze wyborów samorządowych w 2006 jako kandydat LiD, ubiegając się o stanowisko prezydenta Zielonej Góry, uzyskał 53,09% głosów i pokonał tym samym posłankę PO Bożennę Bukiewicz. 5 grudnia 2006 złożył ślubowanie, obejmując urząd prezydenta miasta. W 2010 uzyskał reelekcję w pierwszej turze wyborów. W styczniu 2012 oficjalnie zrezygnował z członkostwa w Sojuszu Lewicy Demokratycznej. Podjął następnie współpracę polityczną z Platformą Obywatelską, kandydując z powodzeniem z jej ramienia w 2014 do sejmiku lubuskiego. Zrzekł się jednak mandatu, pozostając na urzędzie prezydenta miasta, gdyż jego kadencja została wydłużona w związku z przesunięciem wyborów w Zielonej Górze. Było to wynikiem przyłączenia do miasta obszaru gminy Zielona Góra. W wyborach na urząd prezydenta miasta, przeprowadzonych 15 marca 2015, wygrał w I turze z wynikiem 68,26% poparcia wśród głosujących, kandydując ze swojego komitetu z jednoczesnym poparciem PO. W wyborach w 2018 został wybrany na kolejną kadencję, startując z ramienia komitetu związanego z Bezpartyjnymi Samorządowcami i przy poparciu PSL. W pierwszej turze głosowania otrzymał 58,2% głosów. Poparł w 2019 w wyborach parlamentarnych skupioną wokół PSL Koalicję Polską, a w 2020 kandydata tego środowiska w wyborach prezydenckich Władysława Kosiniaka-Kamysza. W 2020 sugerował spisek wokół zapoczątkowania pandemii COVID-19. Następnie wycofał się z tych poglądów po tym, jak sam wraz z żoną przeszedł chorobę. W grudniu 2020 współtworzył powstałą z rozłamu w BS Ogólnopolską Koalicję Samorządową, zostając jej wiceprzewodniczącym (zasiadał w jej zarządzie do września 2024). W wyborach w 2024 ponownie ubiegał się o reelekcję. W pierwszej turze otrzymał 35,95% głosów, przechodząc do drugiej tury, którą przegrał z kandydatem Koalicji Obywatelskiej Marcinem Pabierowskim z wynikiem 42,54% głosów. Nie uzyskał w tych wyborach także mandatu radnego.

## Odznaczenia
- Złoty Krzyż Zasługi (2015)[16]
- Brązowy Krzyż Zasługi (2005)[17]
- Srebrna Odznaka „Zasłużony dla Ochrony Przeciwpożarowej” (2010)[18]
- Medal „Pro Patria” (2014)[19]
- Złota Odznaka „Zasłużony dla Krajowej Administracji Skarbowej” (2019)[20]
- Odznaka Honorowa za Zasługi dla Województwa Lubuskiego (2016)[21]

## Życie prywatne
Syn Edwarda i Anny. Jest żonaty, ma dwóch synów: Wojciecha i Piotra.